# Rau sống

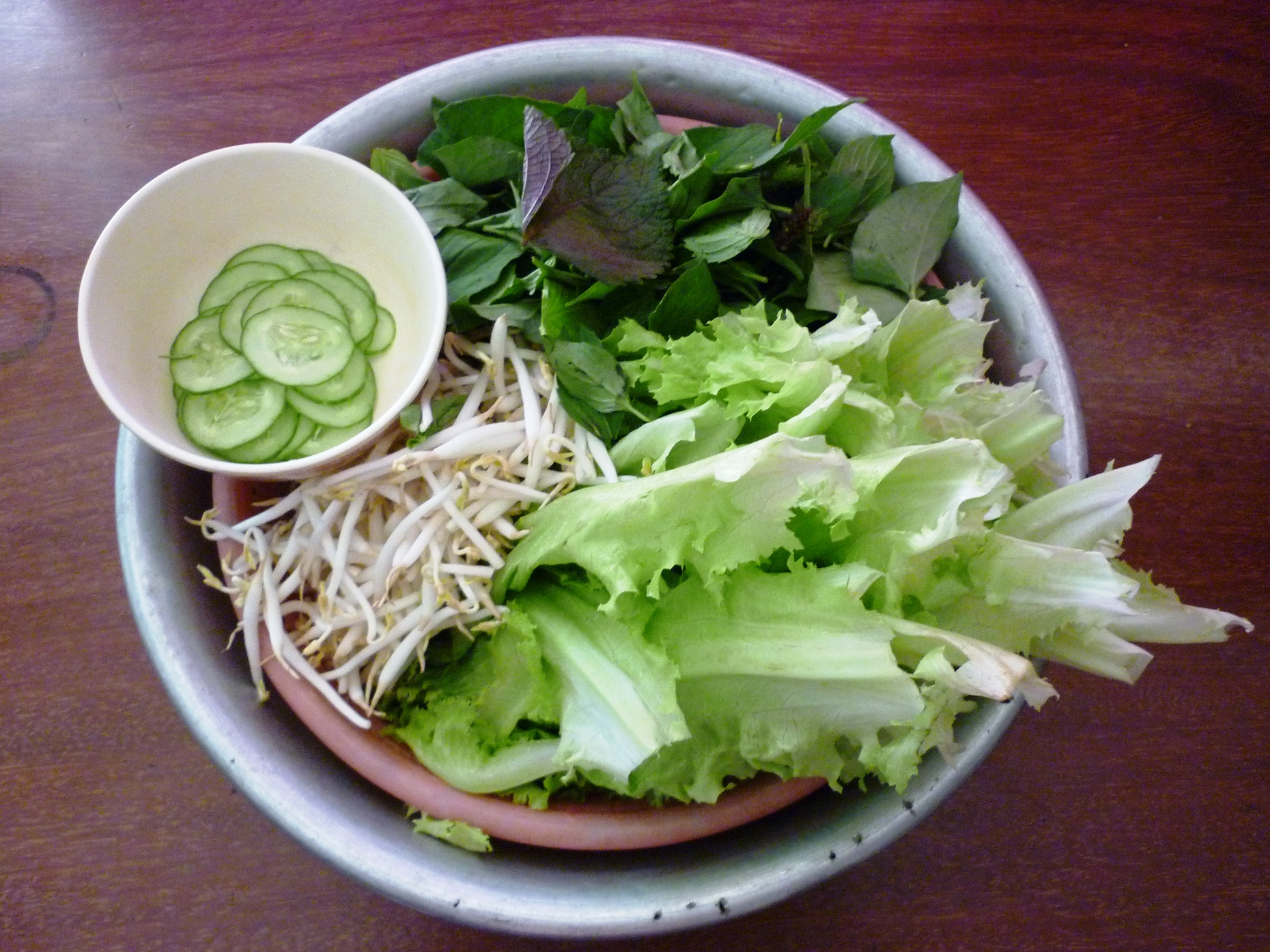
Một rổ rau sống với các loại dưa leo, xà lách, giá đỗ, rau húng, diếp cá...

Rau sống là tên gọi chỉ chung cho các loại rau và lá ở dạng tươi sống được dùng làm món ăn kèm theo trong các bữa ăn, bữa tiệc ở Việt Nam, thường là các loại rau có lá. Thông thường đây là các loại rau có thể ăn sống hoặc ăn thông qua việc trụng chín. Rau sống thường là các loại rau thơm gia vị, có tác dụng làm ngon mịệng, chống ngán khi ăn các món thịt, cá nhiều dầu, mỡ, hay các món chiên, xào, nướng, quay,...Rau sống thường ăn theo các kẹp, cuốn với các món mặn, trụng trong các món lẩu, hoặc thái nhỏ rồi bỏ vào các món mì nước. Rau sống là một món rất thông dụng trong ẩm thực Việt Nam. Một số loại rau thường được dùng ăn sống nhiều nhất như xà lách, xà lách xoong, rau muống, cải bẹ xanh, rau mùi, kinh giới, rau đắng, rau tần ô (cải cúc), rau má, giá đỗ, húng, tía tô, húng quế,...

## Tác dụng
Rau sống là món ăn rất tốt cho sức khoẻ vì rau sống với đa dạng các loại rau gia vị cung cấp cho cơ thể một lượng vitamin C, A, E, chất khoáng và một số yếu tố vi lượng. Các vitamin trong rau sống được bảo toàn nguyên vẹn, ít bị hao hụt so với khi nấu chín, một số yếu tố vi lượng, cũng như chất xơ cần thiết cho quá trình tiêu hóa. Ngoài ra, các loại rau thơm còn cung cấp một lượng kháng sinh thực vật giúp cơ thể tăng sức đề kháng với bệnh tật.

## Chế biến
Để đảm bảo rau sạch cần nhặt sạch rồi rửa nhiều lần bằng nước sạch, rửa trực tiếp từng lá dưới vòi nước chảy để loại bỏ trứng giun, vi khuẩn gây bệnh và dư lượng hoá chất trừ sâu vẫn còn bám trên rau. Nhiều người thường ngâm rau sống trong dung dịch thuốc tím hoặc nước muối loãng đều không đảm bảo vệ sinh.
Một số thí nghiệm cho thấy, trong môi trường nước muối loãng, thuốc tím không có tác dụng gì với trứng giun và một số vi khuẩn gây bệnh, lượng hoá chất bảo vệ thực vật bám trên rau giảm đi không đáng kể nếu không rửa lại nhiều lần. Qua một số tài liệu nghiên cứu về vấn đề này thì thuốc tím không có tác dụng gì đối với trứng giun, nhất là trứng giun đũa và giun tóc, dù có ngâm chúng trong nước thuốc tím pha đặc hơn trong hàng giờ. Như vậy nên áp dụng cách rửa rau sống bằng nước sạch nhiều lần rồi vớt rau, vẩy ráo trước khi ăn.
Ngoài ra trong việc chế biến và cất trữ cần lưu ý không trữ rau trong tủ lạnh quá lâu vì cứ sau 1 ngày, rau xanh mất đi 1 lượng lớn chất dinh dưỡng. Chế biến rau không đúng cách cũng làm mất chất dinh dưỡng trong rau, xào rau nhỏ lửa không xanh rau nhưng ở nhiệt độ cao, vitamin C, B1 rất dễ hòa tan và bay hơi hết. Có một số loại rau dùng tốt nhất khi ăn sống như dưa chuột, cà chua,...
Hãy ăn ngay sau khi vừa chế biến. Chỉ gắp rau ra khỏi xoong chảo khi đến giờ ăn để giữ nóng vì hầu hết các chất dinh dưỡng trong rau đã tan hết, nên thưởng thức ngay sau khi vừa chế biến xong, vừa giúp người ăn cảm nhận được hương vị ngon nhất lại có lợi cho cơ thể. Khi xào, nấu rất nhiều chất dinh dưỡng trong rau đã được tan ra trong canh, gọt vỏ trước sau đó mới rửa hay để tiết kiệm thời gian có thể vừa thái vừa rửa rau cũng là một thói quen thường thấy. Tuy nhiên, phương pháp này làm hao hụt một số lượng vitamin đáng kể. Do đó, chỉ nên thái hoặc gọt vỏ sau khi rửa sạch rau củ.

## Nguy cơ
Tuy nhiên có nhiều khuyến cáo cho rằng ăn rau sống có nguy cơ cao dẫn đến nhiễm ký sinh trùng. Nhất là rau sống không đảm bảo vệ sinh (tưới bón phân tươi, phân bắc chưa ủ kỹ, sử dụng thuốc trừ sâu không đúng quy định,...) thì lại là món ăn mang theo mầm bệnh làm cho người ăn dễ bị viêm nhiễm đường tiêu hoá, bệnh giun sán, nhiễm độc thuốc trừ sâu cấp và mạn tính. Các loại ký sinh trùng phổ biến trong rau sống là: giun kim, giun móc, giun tóc, trứng giun đũa chó, sán lá gan, ký sinh trùng amip gây bệnh lỵ , thậm chí rau sống ở một số nơi còn có phẩy khuẩn tả và có thể dẫn đến tiêu chảy . Chưa kể đến việc không chỉ có các loại bào nang amip, trùng lông, trùng roi,... các loại rau sống trên thị trường hiện nay còn chứa một lượng lớn các loại trứng, ấu trùng giun sán như: giun móc, giun đũa, giun đũa chó mèo, sán lá gan,...
Có kết quả xét nghiệm cho thấy, trong 8 mẫu rau sống thường dùng cho thấy, tỷ lệ nhiễm ký sinh trùng trên rau là 92,3-100%. Kể cả sau 3 lần rửa sạch và rửa bằng nước rửa chuyên dụng, tỷ lệ nhiễm ký sinh trùng vẫn còn ở mức 51,9-82,6%. Có những loại rau bị nhiễm ký sinh trùng 100% như rau xà lách xoong, cải bẹ xanh, rau đắng, rau tần ô, rau má. Số còn lại như xà lách, rau muống, rau gia vị cũng bị nhiễm ký sinh trùng 92,3%. Các rau trên được rửa 3 lần bằng nước sạch theo cách rửa thông thường rồi được làm xét nghiệm lại. Kết quả cho thấy, mức độ nhiễm ký sinh trùng nói chung vẫn còn cao, không giảm được bao nhiêu. Sau lần rửa thứ nhất, tỷ lệ nhiễm ký sinh trùng vẫn còn tới 97%, sau lần rửa thứ hai còn 77,9% và sau lần rửa thứ ba còn 51,9%.
Các loại giun như giun đũa, giun móc, giun tóc, giun kim có trên tất cả các loại rau với tỷ lệ rất cao, nhiều nhất là trên xà lách xoong (100%), thấp nhất trên rau muống (46,1%). Ký sinh trùng amip, dạng bào nang, có trong hầu hết các loại rau, nhiều nhất là trên xà lách xoong và rau má với tỷ lệ 76,5%, trứng giun đũa chó trên bảy loại rau (chỉ trừ rau muống) với tỷ lệ trung bình 11,5%.
Và có khuyến cáo cho rằng không nên ăn rau sống để bảo vệ sức khỏe, tránh bị nhiễm khuẩn. hay nên bỏ thói quen ăn rau sống vì ăn rau sống với nguồn rau không chọn lọc cũng đồng nghĩa với việc tự nạp vào bụng mình những tác nhân gây bệnh nguy hiểm và ít ai biết được đằng sau sự tươi ngon của mỗi lá rau là những ẩn họa khôn lường về các mầm bệnh.